# Mokriška jama
Mokriška jama, paleolitsko jamsko najdišče nad Kamniško Bistrico.
Mokriška jama, ki jo domačini imenujejo tudi Medvedja jama leži na nadmorski višini okoli 1500 mnm na gozdni meji na jugozahodnem pobočju Košutne (1974 mnm) oziroma južnega obronka Mokrice (1853 mnm) nad dolino Kamniške Bistrice. Jama, ki so jo odkrili že sredi 19. stoletja, je dolga več kot 40 m je bila znana po številnih kosteh jamskega medveda pa tudi drugih živali (volka, kozoroga, jamskega leva). 
Sistematična arheološka izkopavanja v jami je vodil arheolog Mitja Brodar med 1954 do 1956 in leta 1960. Pri izkopavanjih so odkrili bivališče tedanjih lovcev iz starejše kamene dobe. Odkriti sta bili dve kulturni plasti v katerih je bilo pet poselitvenih nivojev. Najdene so bile koščene konice in kameni artifakti. M. Brodar je z raziskavami dokazal, da gre za isto kulturo kot v Potočki zijalki in s tem ovrgel dotedanje domneve, da je poselitev visokogorskih jam prej izjema kot pravilo.
Predmeti najdeni v jami, pričajo, kako je živel in na kakšni kulturni stopnji je bil 
prvotni človek, ko se je preživljal z lovom. Najdeni predmeti so preprosto koščeno in kamnito orodje, ki ga je uporabljal takratni človek, ko si je v hudih naravnih razmerah iskal vsakodnevne dobrine. Starost paleolitske postojanke cenijo na 40 do 70 tisoč let.
Kasnejša poizkusna sondiranja v globjih plasteh pa so nakazala možnost, da bi se pri obsežnejših izkopavanjih morda odkrili še starejši kulturni ostanki.